# U 106 (U-Boot, 1940)
U 106 war ein deutsches U-Boot vom Typ IX B, das im Zweiten Weltkrieg von der deutschen Kriegsmarine eingesetzt wurde. Auf seinen zehn Unternehmungen versenkte es 22 Schiffe mit 138.578 BRT, wobei 335 Menschen starben. Es wurde am 2. August 1943 im Golf von Biskaya von britischen, kanadischen und australischen Flugzeugen (Short Sunderland) versenkt, wobei 22 Besatzungsmitglieder starben. 35 Mann wurden von drei deutschen Torpedobooten gerettet, darunter auch der Kommandant Wolf-Dietrich Damerow, der aber am 21. Mai 1944 an den Folgen seiner Verwundungen starb.

## Geschichte

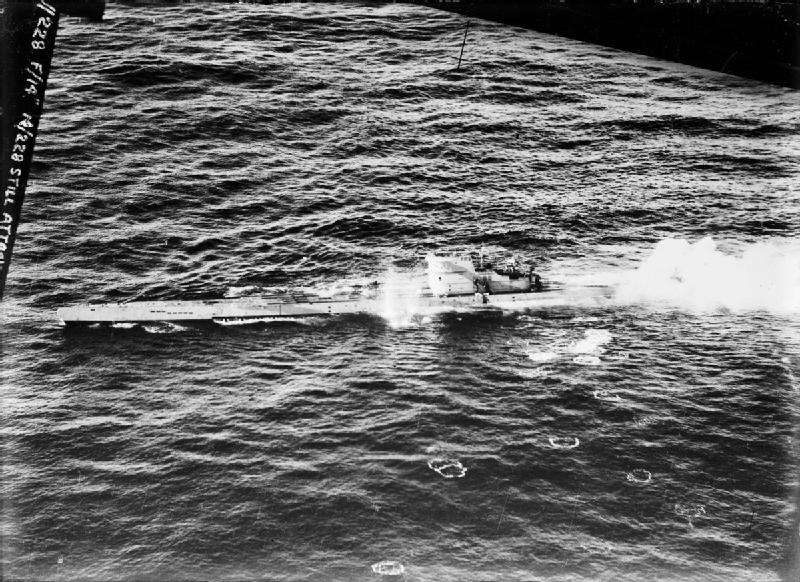
U 106 während eines Luftangriffes

Der Auftrag zum Bau des Bootes wurde am 24. Mai 1938 an die AG Weser in Bremen vergeben. Die Kiellegung erfolgte am 26. November 1939, der Stapellauf am 17. Juni 1940, die Indienststellung unter Oberleutnant zur See Jürgen Oesten fand schließlich am 24. September 1940 statt.
Das Boot gehörte nach seiner Indienststellung am 24. September 1940 bis zum 31. Dezember 1940 als Ausbildungsboot zur 2. U-Flottille in Wilhelmshaven. Nach der Ausbildung gehörte U 106 vom 1. Januar 1941 bis zu seiner Versenkung am 2. August 1943 als Frontboot zur 2. U-Flottille in Wilhelmshaven bzw. Lorient.

## Einsatzstatistik
U 106 absolvierte während seiner Dienstzeit zehn Unternehmungen, auf denen 22 Schiffe mit einer Gesamttonnage von 138.578 BRT versenkt und vier Schiffe mit 51.980 BRT beschädigt wurden.

### Erste Unternehmung
Das Boot lief am 4. Januar 1941 um 9.18 Uhr von Kiel aus und lief am 10. Februar 1941 um 19.30 Uhr in Lorient ein. Auf dieser 38 Tage dauernden und zirka 5.290 sm über und 115,9 sm unter Wasser langen Unternehmung in den Nordatlantik, westlich des Nordkanals und Irlands, wurden zwei Schiffe mit 13.540 BRT versenkt.
- 17. Januar 1941: Versenkung des britischen Motorschiffes Zealandic mit 8.281 BRT. Das Schiff wurde durch drei Torpedos versenkt. Es hatte Stückgut sowie sechs Passagiere an Bord und befand sich auf dem Weg von Liverpool über Panama nach Brisbane. Es war ein Totalverlust mit 73 Toten. (Lage)
- 29. Januar 1941: Versenkung des ägyptischen Dampfers Sesostris mit 2.962 BRT. Der Dampfer wurde durch einen Torpedo versenkt. Er hatte eine unbekannte Ladung und befand sich auf dem Weg von Hampton Roads nach Liverpool. Das Schiff war ein Nachzügler des Konvois SC-19. (Lage)

### Zweite Unternehmung
Das Boot lief am 26. Februar 1941 von Lorient aus und lief am 17. Juni 1941 um 12.00 Uhr wieder dort ein. Auf dieser 111 Tage dauernden Unternehmung in den Mittelatlantik, vor Freetown, Sierra Leone, Rio de Janeiro und dem Südatlantik, wurden acht Schiffe mit 46.485 BRT versenkt und zwei Schiffe mit 39.095 BRT beschädigt. U 106 wurde am 6. März 1941 in Las Palmas mit 50 m³ Treiböl und Proviant versorgt. Vom 30. bis zum 31. März 1941 vom deutschen Versorger Nordmark mit 13 Torpedos, Treiböl und Proviant versorgt. Vom 28. April bis zum 2. Mai 1941 vom Versorger Lech mit Proviant und 44 m³ Brennstoff versorgt. Vom 16. bis zum 17. Mai 1941 vom Versorger Egerland mit Brennstoff und Proviant versorgt.
- 11. März 1941: Versenkung des britischen Dampfers Memnon mit 7.506 BRT. Der Dampfer wurde durch zwei G7e-Torpedos versenkt. Er hatte 7.679 t Stückgut, inklusive 2.697 t Weizen, 3.026 t Zink-Konzentrat sowie sechs Mann RAF-Personal an Bord und befand sich auf dem Weg von Port Pirie über Freetown nach Avonmouth und Swansea. Es gab drei Tote und 70 Überlebende. (Lage)
- 16. März 1941: Versenkung des niederländischen Motorschiffes Almkerk mit 6.810 BRT. Das Schiff wurde durch zwei Torpedos versenkt. Es hatte 7.078 t Weizen geladen und befand sich auf dem Weg von Fremantle nach Avonmouth. Es gab keine Verluste, 69 Überlebende. (Lage)
- 17. März 1941: Versenkung des britischen Dampfers Andalusian mit 3.082 BRT. Der Dampfer wurde durch einen Torpedo versenkt. Er hatte 3.231 t Kakao geladen und befand sich auf dem Weg von Freetown nach Oban. Das Schiff gehörte zum Konvoi SL-68 mit 59 Schiffen. Es gab keine Verluste, 42 Überlebende. (Lage)
- 17. März 1941: Versenkung des niederländischen Dampfers Tapanoeli mit 7.031 BRT. Der Dampfer wurde durch einen Torpedo versenkt. Er hatte Stückgut geladen und befand sich auf dem Weg von Batavia nach Glasgow. Das Schiff gehörte zum Konvoi SL-68 mit 59 Schiffen. Es gab keine Verluste, 75 Überlebende. (Lage)
- 20. März 1941: Beschädigung des niederländischen Dampfers Meerkerk mit 7.995 BRT. Der Dampfer wurde durch einen Torpedo beschädigt. Das Schiff gehörte zum Konvoi SL-68 mit 59 Schiffen. (Lage)
- 20. März 1941: Beschädigung des britischen Schlachtschiffs Malaya mit 31.100 t. Das Schlachtschiff wurde durch einen Torpedo beschädigt. Es gehörte zum Geleitschutz des Konvoi SL-68 mit 59 Schiffen. Es musste zur Reparatur eine Werft an der Ostküste der USA anlaufen und fiel dadurch für mehrere Monate aus. (Lage)
- 24. März 1941: Versenkung des britischen Dampfers Eastlea mit 4.267 BRT. Der Dampfer wurde durch einen G7a-Torpedo versenkt. Er hatte Baumwollsamen geladen und befand sich auf dem Weg von Famagusta über die Tafelbucht, Freetown und St. Vincent nach Newport News. Es war ein Totalverlust mit 37 Toten. (Lage)
- 30. Mai 1941: Versenkung des britischen Motorschiffes Silveryew mit 6.373 BRT. Das Schiff wurde durch einen Torpedo versenkt. Er hatte 2.501 t Roheisen, 5.304 t Getreide, 500 t Manganerz sowie 382 t Kyaniterz geladen und befand sich auf dem Weg von Kalkutta über Kapstadt nach London und Oban. Es gab einen Toten und 53 Überlebende. (Lage)
- 31. Mai 1941: Versenkung des britischen Dampfers Clan Macdougall mit 6.843 BRT. Der Dampfer wurde durch zwei Torpedos versenkt. Er hatte 7.500 t Stückgut geladen und befand sich auf dem Weg von Glasgow nach East London (Südafrika). Es gab zwei Tote und 85 Überlebende. (Lage)
- 6. Juni 1941: Versenkung des britischen Dampfers Sacramento Valley mit 4.573 BRT. Der Dampfer wurde durch einen G7e-Torpedo versenkt. Er hatte 6.843 t Kohle geladen und befand sich auf dem Weg von Cardiff nach Pernambuco. Das Schiff gehörte zum aufgelösten Konvoi OB-324 mit 35 Schiffen. Es gab drei Tote und 46 Überlebende. (Lage)

### Dritte Unternehmung
Das Boot lief am 11. August 1941 um 20.10 Uhr von Lorient aus und lief am 11. September 1941 um 9.30 Uhr wieder dort ein. Auf dieser 31 Tage dauernden und zirka 4.860 sm über und 118,2 sm unter Wasser langen Unternehmung in den Nordatlantik, westlich des Nordkanals bis westlich von Spanien, wurden keine Schiffe versenkt oder beschädigt.

### Vierte Unternehmung
Das Boot lief am 21. Oktober 1941 um 15.00 Uhr von Lorient aus und lief am 22. November 1941 um 10.30 Uhr wieder dort ein. Auf dieser 32 Tage dauernden Unternehmung in den Nordatlantik, Neufundland und südöstlich von Grönland, wurde ein Schiff mit 5.120 BRT versenkt und ein Schiff mit 8.246 BRT beschädigt. U 106 gehörte zur Gruppe mit dem Tarnnamen „Raubritter“.
- 28. Oktober 1941: Versenkung des britischen Motorschiffes King Malcolm mit 5.120 BRT. Das Schiff wurde durch einen Torpedo versenkt. Er hatte Pottasche geladen und befand sich auf dem Weg von Haifa über Sydney nach Liverpool-Garston. Das Schiff gehörte zum aufgelösten Konvoi SC-50 mit 40 Schiffen. Es war ein Totalverlust mit 38 Toten. (Lage)
- 30. Oktober 1941: Beschädigung des US-amerikanischen Tankers Salinas mit 8.246 BRT. Der Tanker wurde durch zwei Torpedos beschädigt. Er gehörte zum Konvoi ON-28. (Lage)

### Fünfte Unternehmung
Das Boot lief am 3. Januar 1942 um 17.00 Uhr von Lorient aus und lief am 22. Februar 1942 um 11.00 Uhr wieder dort ein. Auf dieser 50 Tage dauernden und 6.882 sm über und 415,6 sm unter Wasser langen Unternehmung in den Westatlantik und der US-Ostküste, wurden fünf Schiffe mit 42.139 BRT versenkt.
- 24. Januar 1942: Versenkung des britischen Dampfers Empire Wildebeeste mit 5.631 BRT. Der Dampfer wurde durch drei Torpedos versenkt. Er fuhr in Ballast und war auf dem Weg von Hull und Loch Ewe nach Halifax und Baltimore. Das Schiff gehörte zum aufgelösten Konvoi ON-53 mit 26 Schiffen. Es gab neun Tote und 22 Überlebende. (Lage)
- 26. Januar 1942: Versenkung des britischen Dampfers Traveller mit 3.963 BRT. Der Dampfer wurde durch zwei Torpedos versenkt. Er hatte Stückgut inklusive 600 t Sprengstoff geladen und war auf dem Weg von New Orleans und Hampton Roads über Halifax (Nova Scotia) nach Holyhead und Liverpool. Es war ein Totalverlust mit 50 Toten. (Lage)
- 30. Januar 1942: Versenkung des US-amerikanischen Tankers Rochester mit 6.836 BRT. Der Tanker wurde durch zwei Torpedos und acht Schuss Artillerie versenkt. Er fuhr in Ballast und war auf dem Weg von New York nach Corpus Christi (Texas). Es gab drei Tote und 35 Überlebende. (Lage)
- 3. Februar 1942: Versenkung des schwedischen Motorschiffes Amerikaland mit 15.355 BRT. Das Schiff wurde durch zwei Torpedos versenkt. Es fuhr in Ballast und war auf dem Weg von Sparrows Point (Maryland / USA) nach Cruz Grande (Chile). Es gab vier Tote. (Lage)
- 6. Februar 1942: Versenkung des britischen Motorschiffes Opawa mit 10.354 BRT. Das Schiff wurde durch einen Torpedo und 93 Schuss Artillerie versenkt. Es hatte 11.575 t Gefriergut sowie 3.000 t Blei geladen und befand sich auf dem Weg von Lyttelton über Cristóbal und Halifax (Nova Scotia) nach Großbritannien. Es gab 55 Tote und 15 Überlebende. (Lage)

### Sechste Unternehmung
Das Boot lief am 15. April 1942 um 19.35 Uhr von Lorient aus und lief am 29. Juni 1942 um 8.00 Uhr wieder dort ein. Auf dieser 75 Tage dauernden und zirka 9.995 sm über und 486 sm über Wasser langen Unternehmung in den Westatlantik, Kap Hatteras, Floridastraße, Große Antillen, Kuba, Yucatan und der Ost-Karibik, wurden fünf Schiffe mit 29.154 BRT versenkt und ein Schiff mit 4.639 BRT beschädigt. U 106 wurde am 18. Juni 1942 von U 459 mit 40 m³ Brennstoff und Proviant versorgt.
- 5. Mai 1942: Versenkung des britischen Dampfers Lady Drake mit 7.985 BRT. Der Dampfer wurde durch einen Torpedo versenkt. Er hatte 147 Passagiere an Bord und befand sich auf dem Weg von den Bermudas nach St. John’s. Sechs Crewmitglieder und sechs Passagiere kamen ums Leben, 115 Crewmitglieder und 141 Passagiere wurden gerettet. (Lage)
- 21. Mai 1942: Versenkung des mexikanischen Tankers Faja de Oro mit 6.067 BRT. Der Tanker wurde durch zwei Torpedos versenkt. Er fuhr in Ballast und war auf dem Weg von Philadelphia nach Tampico. Es gab zehn Tote und 27 Überlebende. Die Versenkung führte mit zur Kriegserklärung Mexikos an Deutschland, Italien und Japan am 28. Mai 1942. (Lage)
- 26. Mai 1942: Versenkung des US-amerikanischen Tankers Carrabulle mit 5.030 BRT. Der Tanker wurde durch einen Torpedo und Artillerie versenkt. Er hatte 42.307 Barrel flüssigen Asphalt geladen und befand sich auf dem Weg von Good Hope (Louisiana) nach San Juan. Es gab 22 Tote und 18 Überlebende. (Lage)
- 27. Mai 1942: Beschädigung des US-amerikanischen Dampfers Atenas mit 4.639 BRT. Der Dampfer wurde durch Artillerie beschädigt. (Lage)
- 28. Mai 1942: Versenkung des britischen Dampfers Mentor mit 7.383 BRT. Der Dampfer wurde durch zwei Torpedos versenkt. Er hatte 5.000 t Kriegsmaterial inklusive 400 t Schwefel sowie 3.600 t Versorgungsgüter geladen und befand sich auf dem Weg von New Orleans über Kapstadt nach Bombay. Es gab vier Tote und 82 Überlebende. (Lage)
- 1. Juni 1942: Versenkung des US-amerikanischen Dampfers Hampton Roads mit 2.689 BRT. Der Dampfer wurde durch einen Torpedo versenkt. Er hatte 3.620 t Phosphat-Gestein geladen und befand sich auf dem Weg von Tampa nach San Juan (Puerto Rico). Es gab fünf Tote und 23 Überlebende. (Lage)

### Siebente Unternehmung
Das Boot lief am 25. Juni 1942 um 15.00 Uhr von Lorient aus und lief am 29. Juni 1942 um 4.15 Uhr wieder dort ein. Auf dieser vier Tage dauernden Unternehmung in die Biscaya, wurden keine Schiffe versenkt oder beschädigt. Die Unternehmung musste nach einem Fliegerangriff in der Biscaya, bei dem ein Mann starb und der Kommandant verwundet wurde, abgebrochen werden.

### Achte Unternehmung
Das Boot lief am 21. September 1942 um 18.30 Uhr von Lorient aus und am gleichen Tag um 19.15 Uhr nach Ausfall der Funkanlage wieder dort ein. Am 22. September 1942 um 18.00 Uhr lief es endgültig aus und am 26. Dezember 1942 um 10.30 Uhr wieder ein. Auf dieser 96 Tage dauernde und 9.454,1 sm über und 1.407,9 sm unter Wasser langen Unternehmung in den Nordatlantik, Cabotstraße, westlich von Gibraltar und Marokko, wurde ein Schiff mit 2.140 BRT versenkt.
- 11. Oktober 1942: Versenkung des britischen Dampfers Waterton mit 2.140 BRT. Der Dampfer wurde durch zwei Torpedos versenkt. Er hatte 2.000 t Holz, Sulfat sowie Zeitungspapier geladen und befand sich auf dem Weg von Corner Brook nach Cleveland. Das Schiff gehörte zum Konvoi BS-31 mit zwei Schiffen. Es gab keine Verluste, 27 Überlebende. (Lage)

### Neunte Unternehmung
Das Boot lief am 17. Februar 1943 um 16.45 Uhr von Lorient aus und am 4. April 1943 um 10.00 Uhr wieder dort ein. Auf dieser 66 Tage dauernden und zirka 6.720 sm über und 443,8 sm unter Wasser langen Unternehmung in den Mittelatlantik, und den Azorischen Inseln, wurden keine Schiffe versenkt oder beschädigt. U 106 wurde am 5. März 1943 von U 461 mit 51 m³ Brennstoff versorgt, und versorgte selbst am 22. März 1943 U 159 mit 13 m³ und am 25. März 1943 U 515 mit 35 m³ Brennstoff und Proviant. Es gehörte zu den Gruppen mit den Tarnnamen „Tümmler“ und „Unverzagt“.

### Zehnte Unternehmung
Das Boot lief am 28. Juli 1943 um 10.00 Uhr von Lorient aus und wurde am 2. August 1943 versenkt. Auf dieser sechs Tage dauernden Unternehmung in die Biscaya wurden keine Schiffe versenkt oder beschädigt.

## Verbleib
Das Boot wurde am 2. August 1943 in der Biskaya nordwestlich von Kap Ortegal durch eine Wellington der kanadischen RCAF Squadron 407 und einer Sunderland M der australischen RAAF Squadron 461 sowie einer Sunderland N der britischen Squadron 228 auf der Position 46° 35′ N, 11° 55′ W im Marine-Planquadrat BE 6697 versenkt. Es gab 22 Tote und 35 Überlebende. Diese wurden von den drei deutschen Torpedobooten T-22, T-24 und T-26 gerettet, die eigentlich zur Rettung der Männer von U 383 ausgelaufen waren, jedoch stattdessen die Überlebenden von U 106 fanden. Auch das Logbuch aus U 106 wurde gerettet. Von U 383 überlebte niemand, da keiner gefunden wurde. Der Kommandant von U 106, Wolf-Dietrich Damerow, starb am 21. Mai 1944 in einem Lazarett in Eberswalde kurz vor seinem 25. Geburtstag an den Folgen seiner Verletzungen aus dem Kampf gegen die Flugzeuge, die sein U-Boot vernichteten.